# Rowedota
Rowedota is een geslacht van zeekomkommers uit de familie Chiridotidae.

## Soorten
- Rowedota allani (Joshua, 1912)
- Rowedota epiphyka (O'Loughlin, 2007)
- Rowedota mira (Cherbonnier, 1988)
- Rowedota shepherdi (Rowe, 1976)
- Rowedota vivipara (Cherbonnier, 1988)